# 贝佐丹莱萨尔普
贝佐丹莱萨尔普（法語：Bézaudun-les-Alpes，法語發音：[bezodœ̃ le.z‿alp]）是法国滨海阿尔卑斯省的一个市镇，位于该省中部偏南，属于格拉斯区。

## 地理
贝佐丹莱萨尔普（43°48'27"N, 7°5'46"E）面积21.44 平方千米，位于法国普罗旺斯-阿尔卑斯-蓝色海岸大区滨海阿尔卑斯省，该省份为法国东南部沿海省份，南濒地中海，西南至瓦尔省，西北接上普罗旺斯阿尔卑斯省，北部和东部与意大利接壤。
与贝佐丹莱萨尔普接壤的市镇（或旧市镇、城区）包括：布永、勒布罗克、孔塞居德、库尔瑟古勒、莱费尔、加蒂耶尔、圣让内、旺斯。

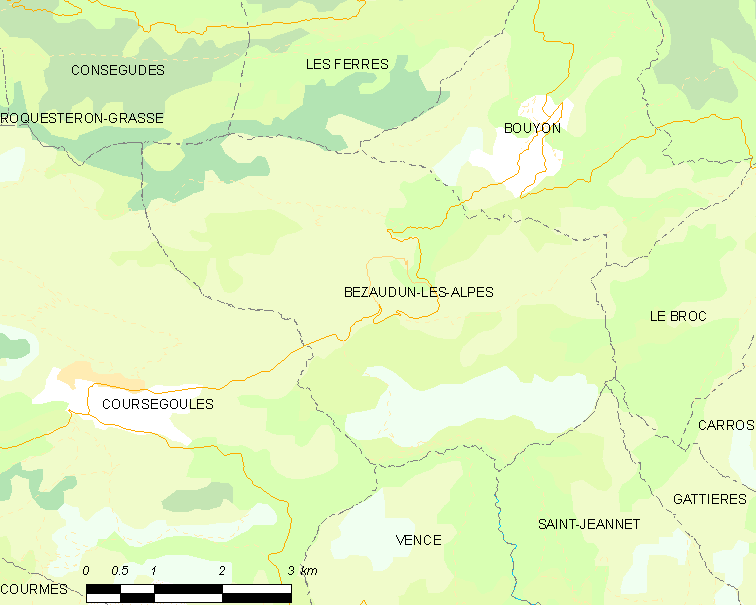
贝佐丹莱萨尔普的OSM定位图

贝佐丹莱萨尔普的时区为UTC+01:00、UTC+02:00（夏令时）。

## 行政
贝佐丹莱萨尔普的邮政编码为06510，INSEE市镇编码为06017。

## 政治
贝佐丹莱萨尔普所属的省级选区为旺斯县。

## 人口

1962-2008年间贝佐丹莱萨尔普人口变化图示

贝佐丹莱萨尔普于2022年1月1日时的人口数量为260人。